# Luka Peruzović
Luka Peruzović (Split, 1952. február 26. –) horvát labdarúgó, edző.

## Pályafutása

### A válogatottban
1974 és 1983 között 17 alkalommal szerepelt a jugoszláv válogatottban. Részt vett az 1974-es világbajnokságon és az 1976-os Európa-bajnokságon.

## Sikerei, díjai

### Játékosként
Hajduk Split
- Jugoszláv bajnok (4): 1970–71, 1973–74, 1974–75, 1978–79
- Jugoszláv kupa (6): 1971–72, 1972–73, 1973–74, 1975–76, 1976–77, 1986–87

Anderlecht
- Belga bajnok (3): 1980–81, 1984–85, 1985–86
- UEFA-kupa (1): 1982–83

### Edzőként
Anderlecht
- Belga bajnok (1): 1992–93

Olympique Marseille
- Francia másodosztályú bajnok (1): 1994–95

Asz-Szadd
- Katari bajnok (1): 2003–04